# Wapen van Oosterland

Wapen van Oosterland

Het wapen van Oosterland werd op 31 juli 1817 bevestigd door de Hoge Raad van Adel aan de Zeeuwse gemeente Oosterland. Op 29 april 1891 werd het wapen alsnog officieel verleend, omdat de gemeente in 1817 de leges niet had betaald. Per 1961 ging Oosterland op in de gemeente Duiveland en is sinds 1997 onderdeel van gemeente Schouwen-Duiveland. Het wapen van Oosterland is daardoor definitief komen te vervallen als gemeentewapen. De ruiten uit het wapen van Oosterland is gebruikt bij het samenstellen van het wapen van Duiveland, maar met een andere kleur.

## Blazoenering
De blazoenering van het wapen luidde als volgt:
Van zilver, beladen met vier vanuit de rechterschildrand uitkomende, niet doorloopende geeren van sabel, met schildhoofd van azuur, beladen met drie ruiten van goud. Het schild omgeven door het randschrift ""GEMEENTEBESTUUR VAN OOSTERLAND.
De heraldische kleuren zijn zilver (wit), sabel (zwart), azuur (blauw) en goud (goud of geel). In het register wordt in de beschrijving wel het randschrift genoemd, maar is deze niet te zien op de afbeelding.

## Verklaring
Het wapen werd al sinds de 17e eeuw gevoerd als heerlijkheidswapen en is een variant van het wapen van het voormalige eiland Duiveland. De Nieuwe Cronyk van Zeeland vermeldt het wapen. Er is een variant bekend waarbij de geren tot aan de schildrand doorlopen.

## Verwante wapens

Wapen van Duiveland

Aagtekerke
· Aardenburg
· Arnemuiden
· Axel
· Baarland
· Bath
· Biervliet
· Biggekerke
· Bloois
· Bommenede
· Borssele
· Boschkapelle
· Botland
· Breskens
· Brigdamme
· Brijdorpe
· Brouwershaven
· Bruinisse
· Burgh
· Buttinge
· Cadzand
· Clinge
· Colijnsplaat
· Domburg
· Dreischor
· Driewegen
· Duiveland
· Duivendijke
· Elkerzee
· Ellemeet
· Ellewoutsdijk
· Eversdijk
· Gapinge
· Graauw en Langendam
· 's-Gravenpolder
· Grijpskerke
· Groede
· Haamstede
· 's-Heer Abtskerke
· 's-Heer Arendskerke
· 's-Heer Hendrikskinderen
· 's-Heerenhoek
· Heille
· Heinkenszand
· Hengstdijk
· Hoedekenskerke
· Hoek
· Hontenisse
· Hoofdplaat
· Hoogelande
· IJzendijke
· Kapelle
· Kats
· Kattendijke
· Kerkwerve
· Klaaskinderkerke
· Kleverskerke
· Kloetinge
· Koewacht
· Kortgene
· Koudekerke
· Krabbendijke
· Kruiningen
· Looperskapelle
· Maire
· Mariekerke
· Meliskerke
· Middenschouwen
· Nieuw- en Sint Joosland
· Nieuwerkerk
· Nieuwerkerke
· Nieuwlande
· Nieuwvliet
· Nisse
· Noordgouwe
· Noordwelle
· Oostburg
· Oosterland
· Oostkapelle
· Oost-Souburg
· Oost- en West-Souburg
· Ossenisse
· Oud-Vossemeer
· Oudelande
· Ouwerkerk
· Overslag
· Ovezande
· Philippine
· Poortvliet
· Renesse
· Rengerskerke en Zuidland
· Retranchement
· Rilland
· Rilland-Bath
· Ritthem
· Sas van Gent
· Scherpenisse
· Schoondijke
· Schore
· Serooskerke (Schouwen-Duiveland)
· Serooskerke (Veere)
· Sinoutskerke en Baarsdorp
· Sint Anna ter Muiden
· Sint-Annaland
· Sint Jansteen
· Sint Kruis
· Sint Laurens
· Sint-Maartensdijk
· Sint Philipsland
· Sirjansland
· Sluis
· Sluis-Aardenburg
· Stavenisse
· Stoppeldijk
· Valkenisse (Walcheren)
· Valkenisse (Zuid-Beveland)
· Vogelwaarde
· Vrouwenpolder
· Waarde
· Waterlandkerkje
· Wemeldinge
· West-Souburg
· Westdorpe
· Westenschouwen
· Westerschouwen
· Westkapelle
· Westkapelle-Buiten en Sirpoppekerke
· Westkerke
· Wissekerke
· Wissenkerke
· Wolphaartsdijk
· Yerseke
· Zaamslag
· Zierikzee
· Zonnemaire
· Zoutelande
· Zuiddorpe
· Zuidzande
· Zwake

Dorpswapens: Geersdijk
· Hansweert
· Kamperland